# جامع القاضي (الأنبار)
جامع القاضي في محافظة الأنبار من مساجد العراق القديمة حيث بني وشيد عام 1398 هـ/1978م، من قبل المتبرع وحيد إبراهيم يوسف، ويقع في قضاء الرمادي قريبا من الحي الصناعي، وهو من المساجد الكبيرة حيث تبلغ مساحته 1500م2، ويحتوي على مصلى حرم واسع تحيطه النوافذ من كل جانب، وتعلوه منارة مئذنة عالية ذات بناء قديم مزخرف ومكسوة بالكاشي الكربلائي المزجج، ويحتوي الجامع على غرفتان مخصصة للإمام والخطيب وخدم الجامع، وتحيط الحرم حديقة وساحة واسعة.
وتقام في الجامع حالياً صلاة الجمعة وصلاة العيدين والصلوات الخمس.